# باشگاه فوتبال کوزنتسا کالچو
باشگاه فوتبال کوزنتسا کالچو  (به ایتالیایی: .Cosenza Calcio S.r.l) باشگاه فوتبال ایتالیایی است که در شهر کوزنتسا قرار دارد.